# Freie Atmosphäre
Die freie Atmosphäre ist der Teil der Atmosphäre oberhalb der Peplosphäre, d. h. oberhalb der atmosphärischen Grenzschicht. Sie umfasst – im Gegensatz zur Peplosphäre – die Luftschichten oberhalb der Peplopause, d. h. oberhalb von 1000-2000 m, die nicht den Bodeneinflüssen unterliegen. Zur Erforschung werden heute meist Radiosonden eingesetzt, früher auch bemannte Gasballons und Wetterdrachen.